# پایین نارنج لنگه
پایین نارنج لنگه، روستایی از توابع بخش مرکزی شهرستان لاهیجان در استان گیلان ایران است.این روستاداری مزارع وباغ های چایی متعدد است وهمچنین درروستا به خاطر وجودمزارع استخرهایی هم جهت ابیاری وجود دارد
ودر بهاردارای منظره ی زیبایی مباشد

## جمعیت
این روستا در دهستان آهندان قرار دارد و براساس سرشماری مرکز آمار ایران در سال ۱۳۸۵، جمعیت آن ۱۹۲ نفر (۴۰خانوار) بوده‌است.(این روستاداری یک مرغداری بزرگ است)ساختارجمعیت(شغل مردم این روستاکشاورزی است)